# Hippo Horse Insurance
Hippo Horse Insurance is een financieel dienstverlener, gespecialiseerd in paardenverzekeringen. Het kantoor was voorheen gevestigd in 's-Hertogenbosch. De naam van het bedrijf is gewijzigd naar Hippo Horse Insurance en heeft een kantoor gevestigd in Alkmaar. 

## Geschiedenis
Het bedrijf werd op 7 oktober 1910 opgericht in Zwolle door een dierenarts: de heer Gerrit Tervoert, onder de naam Zwolsche paarden en Veeverzekeringmaatschappij N.V.
Het bedrijf was ook wel bekend als de "Zwollmij".
Zoals de naam al aangeeft was het bedrijf in de eerste decennia gevestigd in Zwolle.
In 1969 werd het bedrijf overgenomen door AMEV uit Utrecht. In 1992 nam AMEV Hippo Assurantiën over, een bedrijf uit 's-Hertogenbosch. De bedrijven fuseerden in 2001 tot AMEV-Hippo Paardenverzekering, gevestigd in 's-Hertogenbosch.
In 2005 wijzigde dit bedrijf zijn naam in Hippo Zorg.
In december 2006 heft Interpolis de afdeling Dierverzekeringen op. De nog lopende paardenverzekeringen worden ongewijzigd overgenomen door Hippo Zorg.
In het voorjaar van 2007 werd Hippo Zorg zelf overgenomen van AMEV door W.A. Hienfeld B.V. uit Amsterdam.
In 2020 is het bedrijf wederom overgenomen en verder gegaan onder de naar Hippo Paardenverzekering, Hippo Horse Insurance.

## Heden
Inmiddels is het in Alkmaar gevestigde verzekeringskantoor gespecialiseerd in paardenverzekeringen. Dit doen zijn zoals eerder genoemd onder de naam Hippo Horse Insurance.

## Betrokkenheid met de paardensport
In de periode 1997-2007 voerde Hippo Zorg zijn eigen sportrubriek: de Hippo Zorg Dressuur Cup. Daarnaast was het bedrijf in de jaren 2006-2009 boegbeeld van de Hippo Zorg Jumping Challenge.
Hippo Horse Insurance sponsort daarnaast ook diverse hippische evenementen, zoals de jaarlijkse finale van de KWPN-hengstenkeuring in de Brabanthallen in 's-Hertogenbosch. Zij zijn als partner van een van de meest vooraanstaande stamboeken in de wereld tevens aanwezig op hippische topsportevenementen. 